# HUGO Gene Nomenclature Committee
HUGO Gene Nomenclature Committee (HGNC) е организация даваща и утвърждаваща уникално и смислено име на всеки човешки ген почиващо на становището на експерти в областта. В добавка на името HGNC присвоява и съкратено наименование (абривиатура) на всеки ген. HGNC е част от Human Genome Organisation (HUGO).